# تكلفة مشتركة
التكلفة المشتركة هي المتوسط الحسابي المرجح  لمختلف المصادر. في عملية حساب تكاليف الصناعات التحويلية لابد من إيجاد التكلفة المشتركة التي تجمع بين جميع الصناعات التحويلية أو بالأحرى تكلفة المصدر الموحد لهذه الصناعات. هذه العمليات التي تجمع الصناعات التحويلية ممكن حدوثها في المرحلة الأساسية من الإنتاج حيث جميع المنتجات تكون منتجا واحدا مشتركا وهو المصدر وبهذا تصبح أكثر فعالية. تستمر عملية الصناعات المشتركة حتى تصل إلى  نقطة الانفصال حيث يترتب في هذه النقطة فصل المنتجات التحويلية من المصدر ويتم التعامل مع كل منتج على حده . تخصيص التكاليف المشتركة يتم بطريقتين وهما طريقة هندسية وطريقة غير هندسية. الطريقة الهندسية لحساب التكاليف المشتركة تتم من خلال المقاييس المادية كالوزن والحجم والعدد....الخ. على سبيل المثال إذا استخدمنا الوزن كمقياس فاننا نقوم بحساب نسبة وزن المنتجات التحويلية  إلى وزن المنتج المشترك أو المصدر أولا ومن ثم نستطيع إيجاد تكلفة  كل منتج من خلال ضرب النسبة التي تم إيجادها في التكلفة الكلية للمنتج المشترك وبهذا نكون حصلنا على التكلفة المخصصة لكل منتج.